# Grytviken
Grytviken je naselje i kitolovna baza na otoku Južna Georgia u južnom Atlantiku, koju je 16. studenog 1904. utemeljio norveški pomorski kapetan Carl Anton Larsen. Grytviken je jedino naselje na otoku, ali nema trajnih stanovnika. Britanski istraživač Ernest Shackleton u Grytviken dolazi 1916. kako bi pomogao svojoj nasukanoj ekspediciji na Otoku slonova u Weddellovom moru, a tu je i pokopan 1922. godine. Tvornice za preradu kitova i baza ukinute su 1966.
Argentinske su snage 3. travnja 1982., tijekom Falklandskog rata, zauzele Južnu Georgiju, ali su ga 3 tjedna kasnije povratile britanske snage. U Grytvikenu danas živi nekoliko obitelji koje vode muzej, ali samo tijekom ljetnih mjeseci. Naselje je često pristanište brodova za krstarenje koji plove za Antarktiku, a turisti obično posjećuju muzej i Shackletonov grob. Također su popularna i vjenčanja na otoku.

## Vanjske poveznice
- Grytviken
- Britain's Small Wars: The Argentine Invasion of South Georgia